# Heinz Sandauer
Heinz Sandauer född 9 januari 1911 i Wien Österrike, död 5 augusti 1979, österrikisk kompositör. 

## Filmmusik i urval
- 1938 – Pengar från skyn
- 1938 – Geld fällt vom Himmel